# NGC 4057
NGC 4057 (NGC 4065) é uma galáxia elíptica (E) localizada na direcção da constelação de Coma Berenices. Possui uma declinação de +20° 14' 09" e uma ascensão recta de 12 horas, 04 minutos e 06,3 segundos.
A galáxia NGC 4057 foi descoberta em 27 de Abril de 1785 por William Herschel.